# Cappella Giulia
Le chœur de la Cappella Giulia est chargé d'accompagner musicalement les cérémonies célébrées à Saint-Pierre du Vatican, lorsqu'elles ne sont pas présidées par le pape (sinon intervient à la place le Chœur de la chapelle Sixtine). Il interprète le chant grégorien et les textes de musique polyphonique prévus par la liturgie, afin de donner à ces célébrations la splendeur et la solennité appropriée.

## Historique
On attribue au pape Grégoire Ier (590-604) la création de la première Schola Cantorum (« École des chantres ») papale attachée à la basilique Saint-Pierre, d'après le modèle de la schola papale de la Basilique Saint-Jean-de-Latran. Ce groupe est resté à Rome durant le séjour des papes à Avignon (1309-1378) et a fusionné avec le chœur papal d'Avignon dès le retour du pape à Rome. Sixte IV (1471-1484) a transféré toutes les fonctions papales et le chœur pontifical dans sa chapelle nouvellement construite, maintenant connue sous le nom de Chapelle Sixtine, tout en prévoyant un petit chœur de huit chanteurs pour les offices du chapitre à Saint-Pierre. Le 19 février 1513, Jules II (1503-1513) a publié une bulle réorganisant complètement la cappella du Vatican (d'où le nom « Julia » en latin, « Giulia » en italien). Il a accru ses revenus et a fixé le nombre des chanteurs à douze hommes et douze garçons, afin qu'elle puisse servir comme une sorte d'école préparatoire pour le chœur papal, sur le mode de l'ancienne schola.
Initialement le groupe intervenait tous les jours à Saint-Pierre, à la fois pendant les heures canoniques, les deux messes, les vêpres et - à certaines occasions - dans d'autres églises de Rome. Pendant les processions solennelles ou les liturgies spéciales de Pâques et Noël, la Cappella Giulia et la Cappella Sistina pouvaient également être présentes toutes les deux, mais intervenaient séparément.
Ce chœur a cessé ses activités en 1980 et a été remplacé temporairement par un chœur dirigé par Mgr Pablo Colino (Magister ad nutum Capituli, « maître dépendant du chapitre »), afin de continuer à mener à bien les fonctions principales du chœur disparu. Ce nouveau chœur a été appelé « Cappella Musicale della Sacrosanta Patriarcale Basilica Vaticana » et, contrairement au précédent chœur, les voix d'enfants des Pueri Cantores (littéralement « enfants chantres » ou « chanteurs ») ont été remplacées par des voix féminines. Le nouveau chœur intervenait lors des grandes fêtes (Pâques, Noël et Saints Pierre et Paul). En 2006, le Chapitre du Vatican a été l'objet d'une réorganisation des activités musicales de la Basilique, ce qui aboutit, en mai 2008, à la restauration de la Cappella Giulia.
Parmi les noms les plus illustres des Magistri Cantorum (maîtres des chantres, en français « maîtres de chapelle ») apparaissent ceux de Giovanni Pierluigi da Palestrina (1551-1554 et 1571-1594), Giovanni Animuccia, Francesco Soriano, Orazio Benevoli, Domenico Scarlatti, Niccolò Jommelli, Salvatore Meluzzi et Niccolò Antonio Zingarelli. Le directeur le plus récent de la Cappella Giulia est le maître Armando Renzi. De 1980 à 2006, Mgr. Pablo Colino a organisé et dirigé la Cappella Musicale della Basilica Vaticana. En 2006 a été nommé Maître le romain Claudio Dall'Albero. Le 3 avril 2008, le R.P. Pierre Paul OMV, canadien, a été nommé « Magister ad nutum Capituli ».

## Liste des maîtres de chapelle
- Magister Benedictus (1514–?)
- Magister Sylvester (1524–?)
- Jacobus Flandrus (peut-être Jacques Arcadelt?; 1539)
- Rubinus Mallapert (1539–1545)
- Joannes Baptista (1545–1546)
- Domenico Ferrabosco (1546–1547)
- François Roussel (1548–1550)
- Giovanni Pierluigi da Palestrina (1551–1554)
- Giovanni Animuccia (1555–1571)
- Giovanni Pierluigi da Palestrina (1571–1594)
- Ruggiero Giovannelli (1594–1599)
- Stefano Fabri (1599–1601)
- Asprilio Pacelli (1602)
- Francesco Soriano (1603–1620)
- Vincenzo Ugolini (1620–1626)
- Paolo Agostini (1626–1629)
- Virgilio Mazzocchi (1629–1646)
- Orazio Benevoli (1646–1672)
- Ercole Bernabei (1672–1674)
- Antonio Masini (1674–1678)
- Don Francesco Berretta (1678–1694)
- Paolo Lorenzani (1694–1713)
- Tommaso Bai (1713–1714)
- Domenico Scarlatti (1715–1719)
- Giuseppe Ottavio Pitoni (1719–1743)
- Pietro Paolo Bencini (1743–1755)
- Niccolò Jommelli (maître auxiliaire, 1749–1754)
- Giovanni Battista Costanzi (1754–1778)
- Antonio Boroni (1778–1792)
- Pietro Alessandro Guglielmi (1793–1804)
- Nicola Antonio Zingarelli (1804–1811)
- Giuseppe Janacconi (1811–1816)
- Valentino Fioravanti (1816–1837)
- Francesco Basilij (1837–1850)
- Pietro Raimondi (1852–1853)
- Salvatore Meluzzi (1854–1897)
- Andrea Meluzzi (1897–1905)
- Ernesto Boezi (1905–1946)
- Armando Antonelli (1946–1960)
- Armando Renzi (1960–1979)

Cappella Musicale della Basilica di San Pietro
- Pablo Colino (1980–2006)
- Claudio Dall’Albero (2006–2007)
- Pierre Paul (2007–2008)

Cappella Giulia (nouvelle)
- Pierre Paul (2008– )

## Source
- (it) Cet article est partiellement ou en totalité issu de l’article de Wikipédia en italien intitulé « Cappella Giulia » (voir la liste des auteurs).